# Androprosopa minuta
Androprosopa minuta is een muggensoort uit de familie van de bronmuggen (Thaumaleidae). De wetenschappelijke naam van de soort is voor het eerst geldig gepubliceerd in 1980 door Wagner.